# Динъёль (приток Елги)
Динъёль, Дин-Ель — река в России, протекает по Прилузскому району Республики Коми. Устье реки находится в 17 км по правому берегу реки Елга. Длина реки составляет 14 км.
Исток реки в таёжном массиве среди холмов Северных Увалов в 32 км к юго-востоку от села Объячево. Исток находится на глобальном водоразделе Волги и Северной Двины, рядом берёт начало река Кобра. Река течёт на запад, всё течение проходит по ненаселённому холмистому таёжному массиву. Впадает в Елгу в 12 км к юго-востоку от деревни Гыркашор. Ширина реки не превышает 10 метров.

## Данные водного реестра
По данным государственного водного реестра России и геоинформационной системы водохозяйственного районирования территории РФ, подготовленной Федеральным агентством водных ресурсов:
- Бассейновый округ — Двинско-Печорский
- Речной бассейн — Северная Двина
- Речной подбассейн — Малая Северная Двина
- Водохозяйственный участок — Юг
- Код водного объекта — 03020100212103000012273